# Gliese 667 B
Désignations
Gliese 667 B est une étoile naine orange et le deuxième membre le plus important du système Gliese 667.

## Caractéristiques physiques
Gliese 667 B est un peu plus petite que Gliese 667 A, le membre principal du système dans lequel elle se trouve.
Sa taille et sa masse sont respectivement 44 % et 65 % de celles du Soleil.
Sa luminosité atteint seulement 5 % de celle de notre étoile.

## Type spectral
Cette étoile naine orange est de type spectral K5V. Cela signifie qu'elle a une température légèrement plus faible que Gliese 667 A qui est de type K3V.

## Orbite
Elle est éloignée de sa sœur Gliese 667 A de 12,6 ua en moyenne. Son orbite excentrique l'en éloigne en fait de 5 à 20 ua au long de son parcours. Sa période de révolution est environ 42 ans.